# Malampa Revivors FC
Der Malampa Revivors FC ist ein vanuatuischer Fußballklub aus Luganville. Mit mehreren Meisterschaften und Teilnahmen an der OFC Champions League, ist der Klub der erfolgreichste außerhalb der Hauptstadt des Landes Port Vila.

## Geschichte
Der Klub wurde im Jahr 2010 als Teil der Jugendarbeit der Centenary Presbyterian Church ins Leben gerufen. In der Saison 2013/14 erreicht der Klub innerhalb der Luganville Football Association erstmals einen Startplatz in der National Super League der Saison 2014 und schafft es hier als Gruppensieger in die Playoffs, wo man es gleich bis ins Halbfinale schaffte und hier dann mit 0:7 dem Amicale FC unterlag. Auch für die Saison 2015 qualifizierte der Klub sich für die Playoffs und hier gelang es dann sogar bis ins Finale zu kommen. Am Ende setzte es hier jedoch auch wieder eine Niederlage gegen Amicale. In der darauffolgenden Spielzeit gab es dann keine nationale Endrunde.
Nach dieser Pause konnte man im Anschluss in der Saison 2017 wieder an den Playoffs teilnehmen, in der diesmal im Ligamodus ausgetragenen Runde, landete man am Ende auf dem dritten Platz. Bedingt durch die Vizemeisterschaft der Saison 2015. War der Klub zudem erstmals in seiner Geschichte für die OFC Champions League der Saison 2017 qualifiziert. Dort kam man in die Gruppe C, wo aber in keinem einzigen Spiel ein Sieg erzielt werden konnte. Am Ende landete man so mit nur drei selbst erzielten Toren aber 18 Gegentoren abgeschlagen auf dem letzten Platz. In der Saison 2018 gelang es dann zudem erstmals sich als Meister durchzusetzen und damit auch für das Championship Final zu qualifizieren. Hier unterlag man dann aber erst spät im Elfmeterschießen Erakor Golden Star mit 5:6. Durch die Meisterschaft nahm man dann auch wieder an der Champions League der Saison 2019 teil. Erneut landete man aber auf dem letzten Platz seiner Gruppe, diesmal aber zumindest mit einem Punkt, am Ende resultierend aus einem 1:1 gegen AS Tefana. Auch in dieser Saison konnte man sich wieder gegen alle anderen durchsetzen und sich in der diesmal 7 Member Associations Championship heißenden Liga am Ende als Meister krönen. Mit insgesamt 3:1 obsiegte man im Anschluss dann auch gegen den ABM Galaxy FC aus der anderen Liga und wurde somit auch erstmals Gesamtmeister von Vanuatu.
Somit war der Klub wieder für die Saison 2020 der Champions League qualifiziert, wo man in der Gruppenphase sogar mit fünf Punkten den ersten Platz einfahren konnte. Aber aufgrund der COVID-19-Pandemie, wurde die Finalrunde dann verschoben und der Wettbewerb später komplett abgebrochen. Zuhause gelang in der Liga wieder die Qualifikation für die Playoffs, welche diesmal direkt auch mit Teilnehmern aus der Premier League ausgetragen wurde. Am Ende kam man hier auch wieder einmal ins Finale gegen Vorjahresgegner Galaxy, unterlag diesmal aber mit 0:5. Trotzdem sicherte man sich so die Teilnahme an der Champions League Saison 2021. Erneut aufgrund der COVID-19-Pandemie, wurde dieser Wettbewerb dann aber gar nicht erst ausgetragen.
Als zweiter seiner Gruppe in der mittlerweile VFF Champions League genannten Liga, ging es wieder einmal auch in der Saison 2021 in die Playoffs, hier unterlag man aber relativ knapp dem späteren Finalisten RueRue FC mit 0:1. Nachdem die Liga im Jahr 2022 gar nicht ausgetragen wurde, gehörte man in der Saison 2023 nicht dem Teilnehmerfeld der nationalen Champions League an.